# The Models (Mông Cổ mùa 3)
The Models, Mùa 3 là mùa thứ ba của chương trình The Models được phát sóng vào ngày 24 tháng 10 năm 2021 trên Edutainment TV. Odgerel Ereenkhuu tiếp tục làm giám khảo của mùa này, trong khi Nova Dagva & Enkhbold Indigo sẽ không còn làm giám khảo nữa và sẽ thay thế vị trí host của Nova Dagva trong mùa giải này là người mẫu Urantsetseg Ganbold. Ngoài ra, sẽ có thêm 2 cố vấn người mẫu cho mùa giải này là 2 người mẫu Uyanga Ochirbat và Tugs Saruul.
Trong mùa giải này, trong những tập chẵn thì các thí sinh sẽ được chia thành đội (do người chiến thắng của buổi chụp hình tập trước chia đội) và họ sẽ có buổi chụp hình (theo cặp hoặc cá nhân) trong tập đó. Đội nào làm tốt hơn thì tất cả các thành viên của đội đó sẽ được miễn loại còn đội thua cuộc thì sẽ có ít nhất một người bị loại. Ngoài ra, đội thua cuộc cũng sẽ có thử thách trình diễn thời trang để quyết định ai sẽ ở lại và ai phải ra về. Và thứ tự gọi tên của tập đó là ngẫu nhiên khi thí sinh sẽ bị loại bất cứ lúc nào.
Người chiến thắng của cuộc thi là Hanna Buyankhishig, 21 tuổi từ Ulaanbaatar. Cô giành được: giải thưởng tiền mặt trị giá ₮20.000.000 và một chuyến đi 7 ngày tới Maldives được tài trợ bởi Cruise Tour Mongolia.

## Các thí sinh
(Tính tuổi lúc tham gia ghi hình)
| Thí sinh                  | Biệt danh | Tuổi | Chiều cao              | Bị loại ở | Hạng  |
| ------------------------- | --------- | ---- | ---------------------- | --------- | ----- |
| Enkh-Undral Mönkhbaatar   | Undraa    | 21   | 1,71 m (5 ft 7+1⁄2 in) | Tập 2     | 16    |
| Mandukhay Amgalanbaatar   | Mendy     | 21   | 1,83 m (6 ft 0 in)     | Tập 3     | 15    |
| Anujin Timüüjin           | Anu       | 20   | 1,77 m (5 ft 9+1⁄2 in) | Tập 4     | 14-13 |
| Khulan Gansukh            | Khulanii  | 25   | 1,68 m (5 ft 6 in)     | Tập 4     | 14-13 |
| Oyundari Damdinsuren      | Darikona  | 21   | 1,73 m (5 ft 8 in)     | Tập 5     | 12    |
| Narantsetseg Ganbaatar    | Naraa     | 24   | 1,75 m (5 ft 9 in)     | Tập 6     | 11    |
| Undrakh Tuguldur          | Undrakh   | 18   | 1,76 m (5 ft 9+1⁄2 in) | Tập 7     | 10    |
| Suvdansondor Ganzul       | Sondor    | 18   | 1,80 m (5 ft 11 in)    | Tập 8     | 9     |
| Anujin Khatanbaatar       | Akuna     | 18   | 1,74 m (5 ft 8+1⁄2 in) | Tập 9     | 8-7   |
| Tserennadmid Bat-Erdene   | Dino      | 18   | 1,75 m (5 ft 9 in)     | Tập 9     | 8-7   |
| Alongoo Tungalagtamir     | Nuna      | 22   | 1,76 m (5 ft 9+1⁄2 in) | Tập 10    | 6     |
| Nomindari Erkhembayar     | Dieu      | 21   | 1,70 m (5 ft 7 in)     | Tập 11    | 5-4   |
| Ankhzaya Bagakhuu         | Zaya      | 19   | 1,74 m (5 ft 8+1⁄2 in) | Tập 11    | 5-4   |
| Mönkhtsolmon Gantulga     | Tsolmon   | 21   | 1,67 m (5 ft 5+1⁄2 in) | Tập 12    | 3     |
| Khatan-Erdene Naranbyamba | Khatnaa   | 20   | 1,78 m (5 ft 10 in)    | Tập 12    | 2     |
| Khaliun Buyankhishig      | Hanna     | 21   | 1,77 m (5 ft 9+1⁄2 in) | Tập 12    | 1     |

## Các tập

### Tập 1
Khởi chiếu: 24 tháng 10 năm 2021
20 thí sinh bán kết từ khắp cả nước đã di chuyển tới Đại lộ Thành Cát Tư Hãn ở Ulaanbaatar để bắt đầu cuộc thi. Họ đã được kiểm tra sức khỏe và xét nghiệm Covid-19 tại bệnh viện Gurvan Gal, trước khi được gặp cố vấn người mẫu Uyanga Ochirbat tại một khu liên hợp thể thao ở Chingeltei. Sau đó, các cô gái được gặp Uransetseg và Odgerel lần đầu tiên trước khi có thử thách trình diễn thời trang và tạo dáng chụp hình ở cuối sàn diễn.
Sau khi ban giám khảo hội ý, Uransetseg thông báo Dieu là người có phần thể hiện tốt nhất và đọc tên 4 cô gái sẽ không còn được ở lại cuộc thi. Như vậy, 16 cô gái đã được chọn và sẽ bước vào cuộc thi. Họ sau đó được di chuyển tới ngôi nhà chung của mình tại khu đô thị Khan Tugul Khotkhon, nơi họ được chào đón bởi cố vấn người mẫu Tugs Saruul.
- Nhiếp ảnh gia: Boldbaatar Batsuur

### Tập 2
Khởi chiếu: 31 tháng 10 năm 2021
16 cô gái được đưa tới quản lí người mẫu Shilmel Zagvar cho một buổi tập catwalk với Uransetseg. Tuy nhiên, không phải ai cũng có mặt vì Khatnaa & Naraa đã không kịp lên xe cùng với những người khác nên họ bị bỏ lại tại ngôi nhà chung. Sau đó, họ đã có thử thách trình diễn thời trang trên sàn diễn ở giữa lòng hồ của khu đô thị Khan Tugul Khotkhon và kết quả là Tsolmon chiến thắng thử thách. Ngày hôm sau, họ đã buổi chụp hình tiếp theo khi họ sẽ phải tạo dáng trên cà kheo theo cặp.
| Nhóm | Thí sinh                                                      |
| ---- | ------------------------------------------------------------- |
| 1    | Darikona, Dieu, Khatnaa, Mendy, Naraa, Nuna, Tsolmon, Undrakh |
| 2    | Akuna, Anu, Dino, Hanna, Khulanii, Sondor, Undraa, Zaya       |

Vào buổi đánh giá ngày tiếp theo với sự xuất hiện của giám khảo khách mời là Lkhagva-Ochir Erdene-Ochir, Uransetseg thông báo cho các thí sinh rằng mùa giải này sẽ có một số thay đổi và một trong số đó là trong những tập chẵn thì họ sẽ được chia thành 2 đội do người có tấm hình đẹp nhất tập trước chia đội, đội nào làm tốt hơn trong buổi chụp hình thì tất cả các thành viên của đội đó sẽ được miễn loại còn đội thua cuộc thì sẽ phải tham gia vào thử thách trình diễn thời trang để quyết định ai sẽ bị loại. Chính vì thế, nhóm 1 thể hiện tốt hơn và sẽ được an toàn, với Tsolmon có tấm ảnh đẹp nhất. Trong khi đó, nhóm 2 sẽ phải tham gia thử thách loại trừ là một buổi trình diễn thời trang theo phong cách tiệc tùng. Kết quả là Undraa là thí sinh đầu tiên bị loại.
- Nhiếp ảnh gia: Boldbaatar Batsuur
- Khách mời đặc biệt: Lkhagva-Ochir Erdene-Ochir

### Tập 3
Khởi chiếu: 7 tháng 11 năm 2021
Tugs đã đến gặp 15 cô gái còn lại tại ngôi nhà chung để nói về việc thay đổi hình ảnh của chính họ, trước khi có thử thách chụp hình chân dung với kiểu tóc hiện tại của họ để so sánh với kiểu tóc mới mà họ sắp nhận được. Sau đó, họ được đưa tới tiệm salon Merak để nhận diện mạo mới của mình và chụp hình chân dung kiểu tóc mới của họ.
Ngày hôm sau, các cô gái được đưa tới đường bay của Sân bay quốc tế Thành Cát Tư Hãn cho buổi chụp hình tiếp theo cho xe Mozo. Vào buổi đánh giá ngày tiếp theo, Dino có tấm ảnh đẹp nhất còn Mendy là thí sinh tiếp theo bị loại.
- Khách mời đặc biệt: Bayaraa Merak

### Tập 4
Khởi chiếu: 14 tháng 11 năm 2021
14 cô gái còn lại đã có một buổi học về nghệ thuật sắp xếp bàn ăn từ Sarnai Urjnee, trước khi được thực hành trang tr1i bàn ăn. Sau đó, họ được đưa tới Naru Wedding Studio cho thử thách chụp hình hóa thân thành những người nổi tiếng. Kết quả là Anu chiến thắng thử thách và được nhận một chiếc khăn trải bàn từ Sarnai. Quay về ngôi nhà chung, mỗi người được nhận một chiếc máy ảnh chụp lấy liền và một giỏ quà từ McVitie's. Ngày hôm sau, Dino bắt đầu chia đội ra và các cô gái sau đó đã có buổi chụp hình tiếp theo cho những hãng kem như Ice Mark, Triple & Zöv, khi họ sẽ tạo dáng theo cặp và quảng cáo cho những sản phẩm kem khác nhau.
| Nhóm | Thí sinh                                            |
| ---- | --------------------------------------------------- |
| 1    | Akuna, Darikona, Dieu, Dino, Khatnaa, Nuna, Sondor  |
| 2    | Anu, Hanna, Khulanii, Naraa, Tsolmon, Undrakh, Zaya |

Vào buổi đánh giá ngày tiếp theo với sự xuất hiện của giám khảo khách mời là Baljidmaa Yundenbat, nhóm 1 thể hiện tốt hơn và sẽ được an toàn. Sau đó, Baljidmaa đến gặp họ và tặng phiếu mua hàng tại Tally Weijl trị giá ₮1.000.000 cho Dieu vì cô là người có tấm ảnh đẹp nhất. Trong khi đó, nhóm 2 sẽ phải tham gia thử thách loại trừ là một buổi trình diễn thời trang trong khi khỏa thân và được bao phủ bằng bọt bong bóng. Kết quả là Khulani là thí sinh tiếp theo bị loại và tiếp đó Anu là thí sinh kế tiếp bị loại.
- Nhiếp ảnh gia: Boldbaatar Batsuur
- Khách mời đặc biệt: Sarnai Urjnee, Ajrakhgüi B., Baljidmaa Yundenbat

### Tập 5
Khởi chiếu: 21 tháng 11 năm 2021
12 cô gái còn lại được đưa tới thẩm mĩ viện Le Beautique cho một buổi nói chuyện về việc chăm sóc da mặt với Desin Desi, trước khi họ được một buổi thư giãn tại thẩm mĩ viện. Quay về ngôi nhà chung, họ đã có một buổi tối giải trí xem phim trong khi Dieu có một buổi mua sắm tại Tally Weijl vì có tấm ảnh đẹp nhất tuần trước.
Ngày hôm sau, họ gặp Uyanga cho buổi chụp hình tiếp theo cho giày Kazar, hóa thân thành người ngoài hành tinh thời trang. Vào buổi đánh giá ngày tiếp theo, Hanna có tấm ảnh đẹp nhất và sẽ nhận được một buổi mua sắm tại cửa hàng giày Kazar cho 2 người, còn Darikona là thí sinh tiếp theo bị loại.
- Nhiếp ảnh gia: Boldbaatar Batsuur
- Khách mời đặc biệt: Desin Desi

### Tập 6
Khởi chiếu: 28 tháng 11 năm 2021
11 cô gái còn lại được đưa tới câu lạc bộ nhảy Master Dance cho một học nhảy salsa từ vũ công Ankhbayar Chuluunbaatar, nhưng Zaya đã không thể tham gia do cảm thấy không khỏe trong người và phải nhập viện. Sau đó, họ được gặp người mẫu Selenge Enkhchuluun cho thử thách chụp hình chân dung cho Nature Republic, Naraa chiến thắng thử thách và cô chọn Undrakh để nhận thưởng là được gọi điện thoại cho người thân. Ngày hôm sau, Hanna bắt đầu chia đội ra và chia sẻ cùng với Sondor cho một buổi mua sắm tại cửa hàng giày Kazar vì giành được tấm ảnh đẹp nhất tuần trước. Sau đó, họ đã có buổi chụp hình tiếp theo cho dịch vụ truyền phát phim Voo, khi họ sẽ hóa thân thành những người bình thường trong tương lai trong ngôi nhà công nghệ cao siêu xa xỉ của họ.
| Nhóm | Thí sinh                                    |
| ---- | ------------------------------------------- |
| 1    | Akuna, Hanna, Naraa, Sondor, Zaya           |
| 2    | Dieu, Dino, Khatnaa, Nuna, Tsolmon, Undrakh |

Vào buổi đánh giá ngày tiếp theo với sự xuất hiện của giám khảo khách mời là Boldbaatar Batsuur, nhóm 2 thể hiện tốt hơn và sẽ được an toàn, với Khatnaa có tấm ảnh đẹp nhất và sẽ nhận được một năm đăng ký dịch vụ của Voo. Trong khi đó, nhóm 1 sẽ phải tham gia thử thách loại trừ là một buổi trình diễn thời trang trong đồ lót, khi họ sẽ thức dậy từ một cơn ác mộng và phải chạy trên băng chuyền. Kết quả là Naraa là thí sinh tiếp theo bị loại.
- Nhiếp ảnh gia: Boldbaatar Batsuur
- Khách mời đặc biệt: Ankhbayar Chuluunbaatar, Selenge Enkhchuluun

### Tập 7
Khởi chiếu: 5 tháng 12 năm 2021
10 cô gái còn lại đã thu dọn hành lí để di chuyển tới Dariganga và được nghỉ ngơi tại khách sạn sau khi tới nơi. Ngày hôm sau, họ gặp Uyanga tại một đồng cỏ cho thử thách trình diễn thời trang trong những bộ váy thân thiện với môi trường theo phong cách di sản của Người Mông Cổ. Kết quả là Nuna chiến thắng thử thách và cô chọn Tsolmon & Undrakh để nhận thưởng là một bữa tối riêng tư tại nhà hàng. Quay về khách sạn, các cô gái tổ chức tiệc sinh nhật cho Tsolmon.
Ngày tiếp theo, họ được gặp Odgerel tại hồ Ganga cho buổi chụp hình tiếp theo tạo dáng như một con thiên nga ở giữa hồ. Vào buổi đánh giá ngày hôm sau, Akuna có tấm ảnh đẹp nhất còn Undrakh là thí sinh tiếp theo bị loại. Ngày kế tiếp, các cô gái còn lại quay về Ulaanbaatar.
- Nhiếp ảnh gia: Boldbaatar Batsuur

### Tập 8
Khởi chiếu: 12 tháng 12 năm 2021
9 cô gái còn lại đã có một buổi tập thể dục và học cách ăn uống lành mạnh với huấn luyện viên Khulan Baasanjav. Sau đó, họ được đưa tới phố đi bộ Morning Ulaanbaatar cho thử thách chụp hình trong phong cách đường phố với xe đạp. Quay về căn hộ, họ nhận được điểm thử thách của mình với Hanna là người làm tốt nhất với 10 điểm và cô chọn Dieu để cùng nhận thưởng là một bộ máy massage mặt từ Vanav.
| Nhóm | Thí sinh                         |
| ---- | -------------------------------- |
| 1    | Akuna, Dino, Nuna, Tsolmon, Zaya |
| 2    | Dieu, Hanna, Khatnaa, Sondor     |

Ngày hôm sau, Akuna bắt đầu chia đội ra do giành được tấm ảnh đẹp nhất tuần trước. Sau đó, họ được đưa tới March Nine Media cho buổi chụp hình chân dung cho trang sức Dansran. Vào buổi đánh giá ngày tiếp theo với sự xuất hiện của giám khảo khách mời là Sansarmaa Battur, nhóm 1 thể hiện tốt hơn và sẽ được an toàn. Trong khi đó, nhóm 2 sẽ phải tham gia thử thách loại trừ là một buổi trình diễn thời trang trong váy cưới. Kết quả là Sondor là thí sinh tiếp theo bị loại.
- Nhiếp ảnh gia: Boldbaatar Batsuur
- Khách mời đặc biệt: Khulan Baasanjav, Sansarmaa Battur

### Tập 9
Khởi chiếu: 19 tháng 12 năm 2021
8 cô gái còn lại được đưa tới rạp kịch Hun tại làng đô thị Asem Villa cho một buổi học diễn xuất từ diễn viên Odonchimeg Battsengel. Sau đó, họ được đưa tới Trung tâm thể thao Gan cho thử thách chụp hình cho Adidas, khi họ sẽ phải hóa thân thành đàn ông. Kết quả là Tsolmon chiến thắng thử thách và 
Ngày hôm sau, họ được gặp Tugs cho buổi chụp hình tiếp theo hóa thân thành hóa thân thành Alice ở xứ sở thần tiên trong khi tạo dáng bên trong ngôi nhà búp bê tí hon. Vào buổi đánh giá ngày tiếp theo, Tsolmon có tấm ảnh đẹp nhất và sẽ nhận được một đôi giày cao gót từ Angelina Voloshina, còn Akuna & Dino rơi vào cuối bảng và Urantsetseg thông báo rằng cả 2 đều là thí sinh tiếp theo bị loại. Sau đó, 6 cô gái đã có một buổi đi tẩy lông da tại Honeypot Wax.
- Nhiếp ảnh gia: Boldbaatar Batsuur
- Khách mời đặc biệt: Odonchimeg Battsengel

### Tập 10
Khởi chiếu: 26 tháng 12 năm 2021
6 cô gái còn lại đã có thử thách chụp hình cho đồ lót Melody khi họ phải tỏ ra gợi cảm trong khi tạo dáng cùng với người mẫu nam, Hanna giành chiến thắng thử thách và cô chọn Zaya để cùng nhận phần thưởng là một buổi mua sắm tại Godiva Chocolatier. Quay về ngôi nhà chung, họ đã tự luyện tập catwalk và đánh giá lẫn nhau. Ngày hôm sau, Tsolmon bắt đầu chia đội, trước khi các cô gái được đưa tới Nhà ga Ulaanbaatar cho buổi chụp hình tiếp theo cho Baba, khi họ hóa thân thành những hành khách cổ điển bên tàu. Quay về ngôi nhà chung, họ đã có một buổi tối giải trí và được gọi điện thoại cho người thân. 
| Nhóm | Thí sinh               |
| ---- | ---------------------- |
| 1    | Dieu, Khatnaa, Tsolmon |
| 2    | Hanna, Nuna, Zaya      |

Vào buổi đánh giá ngày tiếp theo, nhóm 1 thể hiện tốt hơn và sẽ được an toàn, với Khatnaa có tấm ảnh đẹp nhất và sẽ nhận được một hộp quà từ Baba. Trong khi đó, nhóm 2 sẽ phải tham gia thử thách loại trừ là một buổi trình diễn thời trang trong trang phục mùa đông, với tuyết rơi và một quả cầu tuyết đang đung đưa ở giữa sàn diễn. Kết quả là Uransetseg gọi tên Nuna đầu tiên và thông báo rằng cô là thí sinh tiếp theo bị loại.
- Nhiếp ảnh gia: Boldbaatar Batsuur
- Khách mời đặc biệt: Purevdulam Otgonbayar, Katya Zol

### Tập 11
Khởi chiếu: 2 tháng 1 năm 2022
Uransetseg đánh thức dậy 5 cô gái còn lại qua màn hình để chuẩn bị cho thử thách quay quảng cáo cho ví điện tử HiPay, khi họ phải tỏ ra phấn khích khi mua hàng trong mỗi lẩn nhấn nút. Sau đó, họ nhận được điểm thử thách của mình với Dieu là người làm tốt nhất với 10 điểm và sẽ nhận được giải thưởng tiền mặt ₮1.000.000 vào trong ví điện tử HiPay của cô, trong khi Hanna làm tốt thứ hai sẽ được ₮500.000 vào trong ví điện tử và những người còn lại được nhận ₮150.000.
Ngày hôm sau, họ được gặp Uyanga cho buổi chụp hình catalog của Michael Kors, khi họ phải tạo ra 3 kiểu tạo dáng đẹp nhất để tạo thành một bức hình. Vào buổi đánh giá ngày tiếp theo, Tsolmon có tấm ảnh đẹp nhất và sẽ nhận được một buổi mua sắm tại Michael Kors trị giá ₮2.500.000, còn Zaya là thí sinh tiếp theo bị loại nhưng sau đó, Dieu là thí sinh kế tiếp bị loại. Quay về ngôi nhà chung, 3 cô gái nhận được một hộp quà lưu niệm từ chương trình.
- Nhiếp ảnh gia: Boldbaatar Batsuur
- Khách mời đặc biệt: Sarnai Saranchimeg, Anar Enkhtuya

### Tập 12
Khởi chiếu: 9 tháng 1 năm 2022
3 cô gái còn lại đã thu dọn đồ đạc để rời khỏi ngôi nhà chung, trước khi được chăm sóc da mặt tại phòng khám InterCharm. Sau đó, họ được đưa phòng đánh giá cho những thử thách cuối cùng của chương trình. Đầu tiên là một buổi trình diễn thời trang cùng với 13 thí sinh bị loại trước đó qua phần biểu diễn ca khúc Chas Tas của Nene Bat-Ochir. Chương trình sau đó đã chiếu thử thách cuối cùng của 3 cô gái là thử thách chụp hình cho Nano Fashion, với Khatnaa giành chiến thắng thử thách và nhận được một túi quà từ Stylee.
Chương trình cũng có 2 buổi trình diễn thời trang đặc biệt với những người mẫu chuyên nghiệp khác là: cho Michael Kors với phần thể hiện biểu diễn ca khúc Lovers của Hash cùng quán quân mùa 1 Tseku Battsengel mở màn và cho Saintumen Cashmere với phần thể hiện biểu diễn ca khúc Primadonna của Dulguun Bayasgalan cùng quán quân mùa 2 Anujin Bayan-Erdene mở màn. Sau đó, họ đã có thử thách trình diễn thời trang hóa thân thành những hành khách trên máy bay, khi họ đáp xuống máy bay với tuyết rơi trên người, đi trên băng chuyền và trên đá và kết thúc bằng buổi chụp hình cuối cùng trước phông nền vàng. 3 cô gái sau đó đã có buổi trình diễn thời trang cuối cùng cho Mode Fashion House. Kết quả cuối cùng, Tsolmon là người đầu tiên bị loại, Khatnaa trở thành á quân còn Hanna đã trở thành quán quân thứ ba của chương trình.
- Nhiếp ảnh gia: Boldbaatar Batsuur
- Khách mời đặc biệt: Nene Bat-Ochir, Mönkhzul N., Hash Khash-Erdene, Tseku Battsengel, Dulguun Bayasgalan, Anujin Bayan-Erdene, Oyun-Erdene N.

## Thứ tự gọi tên
| 1  | Tsolmon                                        | Dino     | Dieu                                    | Hanna    | Khatnaa                        | Akuna   | Akuna Dino Nuna Tsolmon Zaya | Tsolmon    | Khatnaa      | Tsolmon | Hanna   |  |  |  |  |  |  |  |  |  |  |  |  |  |  |  |
| 2  | Darikona Dieu Khatnaa Mendy Naraa Nuna Undrakh | Khatnaa  | Akuna Darikona Dino Khatnaa Nuna Sondor | Tsolmon  | Dieu Dino Nuna Tsolmon Undrakh | Dino    | Akuna Dino Nuna Tsolmon Zaya | Zaya       | Dieu Tsolmon | Hanna   | Khatnaa |  |  |  |  |  |  |  |  |  |  |  |  |  |  |  |
| 3  | Darikona Dieu Khatnaa Mendy Naraa Nuna Undrakh | Nuna     | Akuna Darikona Dino Khatnaa Nuna Sondor | Zaya     | Dieu Dino Nuna Tsolmon Undrakh | Hanna   | Akuna Dino Nuna Tsolmon Zaya | Hanna      | Dieu Tsolmon | Khatnaa | Tsolmon |  |  |  |  |  |  |  |  |  |  |  |  |  |  |  |
| 4  | Darikona Dieu Khatnaa Mendy Naraa Nuna Undrakh | Naraa    | Akuna Darikona Dino Khatnaa Nuna Sondor | Dieu     | Dieu Dino Nuna Tsolmon Undrakh | Nuna    | Akuna Dino Nuna Tsolmon Zaya | Dieu       | Zaya         | Dieu    |         |  |  |  |  |  |  |  |  |  |  |  |  |  |  |  |
| 5  | Darikona Dieu Khatnaa Mendy Naraa Nuna Undrakh | Zaya     | Akuna Darikona Dino Khatnaa Nuna Sondor | Akuna    | Dieu Dino Nuna Tsolmon Undrakh | Dieu    | Akuna Dino Nuna Tsolmon Zaya | Khatnaa    | Hanna        | Zaya    |         |  |  |  |  |  |  |  |  |  |  |  |  |  |  |  |
| 6  | Darikona Dieu Khatnaa Mendy Naraa Nuna Undrakh | Hanna    | Akuna Darikona Dino Khatnaa Nuna Sondor | Sondor   | Dieu Dino Nuna Tsolmon Undrakh | Khatnaa | Khatnaa                      | Nuna       | Nuna         |         |         |  |  |  |  |  |  |  |  |  |  |  |  |  |  |  |
| 7  | Darikona Dieu Khatnaa Mendy Naraa Nuna Undrakh | Darikona | Akuna Darikona Dino Khatnaa Nuna Sondor | Naraa    | Hanna                          | Zaya    | Hanna                        | Akuna Dino |              |         |         |  |  |  |  |  |  |  |  |  |  |  |  |  |  |  |
| 8  | Darikona Dieu Khatnaa Mendy Naraa Nuna Undrakh | Tsolmon  | Hanna                                   | Nuna     | Akuna                          | Sondor  | Dieu                         | Akuna Dino |              |         |         |  |  |  |  |  |  |  |  |  |  |  |  |  |  |  |
| 9  | Sondor                                         | Anu      | Tsolmon                                 | Dino     | Sondor                         | Tsolmon | Sondor                       |            |              |         |         |  |  |  |  |  |  |  |  |  |  |  |  |  |  |  |
| 10 | Hanna                                          | Dieu     | Undrakh                                 | Khatnaa  | Zaya                           | Undrakh |                              |            |              |         |         |  |  |  |  |  |  |  |  |  |  |  |  |  |  |  |
| 11 | Akuna                                          | Sondor   | Naraa                                   | Undrakh  | Naraa                          |         |                              |            |              |         |         |  |  |  |  |  |  |  |  |  |  |  |  |  |  |  |
| 12 | Khulanii                                       | Khulanii | Zaya                                    | Darikona |                                |         |                              |            |              |         |         |  |  |  |  |  |  |  |  |  |  |  |  |  |  |  |
| 13 | Zaya                                           | Akuna    | Anu                                     |          |                                |         |                              |            |              |         |         |  |  |  |  |  |  |  |  |  |  |  |  |  |  |  |
| 14 | Dino                                           | Undrakh  | Khulanii                                |          |                                |         |                              |            |              |         |         |  |  |  |  |  |  |  |  |  |  |  |  |  |  |  |
| 15 | Anu                                            | Mendy    |                                         |          |                                |         |                              |            |              |         |         |  |  |  |  |  |  |  |  |  |  |  |  |  |  |  |
| 16 | Undraa                                         |          |                                         |          |                                |         |                              |            |              |         |         |  |  |  |  |  |  |  |  |  |  |  |  |  |  |  |

     Thí sinh được miễn loại
     Thí sinh bị loại
     Thí sinh chiến thắng cuộc thi
- Tập 1 là tập casting. Urantsetseg chỉ gọi tên của người có tấm ảnh đẹp nhất và của những thí sinh bán kết sẽ bị loại. Dieu giành được tấm ảnh đẹp nhất trong tập đó.
- Trong tập 2, Undraa là người thứ 6 được gọi tên thì Urantsetseg thông báo rằng là cô đã bị loại.
- Trong tập 4, Khulanii là người đầu tiên được gọi tên thì Urantsetseg thông báo rằng là cô đã bị loại và Anu là người bị loại tiếp theo sau khi rơi vào cuối bảng với Zaya.
- Trong tập 10, Nuna là người đầu tiên được gọi tên thì Urantsetseg thông báo rằng là cô đã bị loại.
- Trong tập 11, thứ tự gọi tên của các thí sinh lần này là ngẫu nhiên. Tsolmon là người an toàn đầu tiên và Urantsetseg sau đó yêu cầu Hanna & Zaya tiến lên phía trước, trước khi thông báo rằng Zaya đã bị loại và Hanna được an toàn.

### Buổi chụp hình
- Tập 1: Tạo dáng ở cuối sàn diễn thời trang (casting)
- Tập 2: Tạo dáng trên cà kheo theo cặp
- Tập 3: Cá tính với xe Mozo
- Tập 4: Năng động và cá tính theo cặp cho Ice Mark, Triple & Zöv
- Tập 5: Người ngoài hành tinh cho Oroblu Mongolia
- Tập 6: Người bình thường của tương lai cho Voo
- Tập 7: Trôi nổi trên sông Ganga
- Tập 8: Ảnh chân dung vẻ đẹp trắng đen với trang sức cho Dansran
- Tập 9: Alice ở xứ sở thần tiên trong ngôi nhà búp bê tí hon
- Tập 10: Hành khách cổ điển ở trạm tàu cho Baba
- Tập 11: Catalog cho Michael Kors BGB
- Tập 12: Tạo dáng trong trang phục latex trước phông nền vàng